# خمان صيني
الخَمَان الصيني نوع نباتي ينتمي إلى جنس الخَمَان من الفصيلة المسكية.
موطنه الأصلي الصين واليابان وشرق آسيا. يتواجد أيضاً في منطقة جبال الهملايا وفي الجزيرة العربية.